# アレクセイ・マスロフ

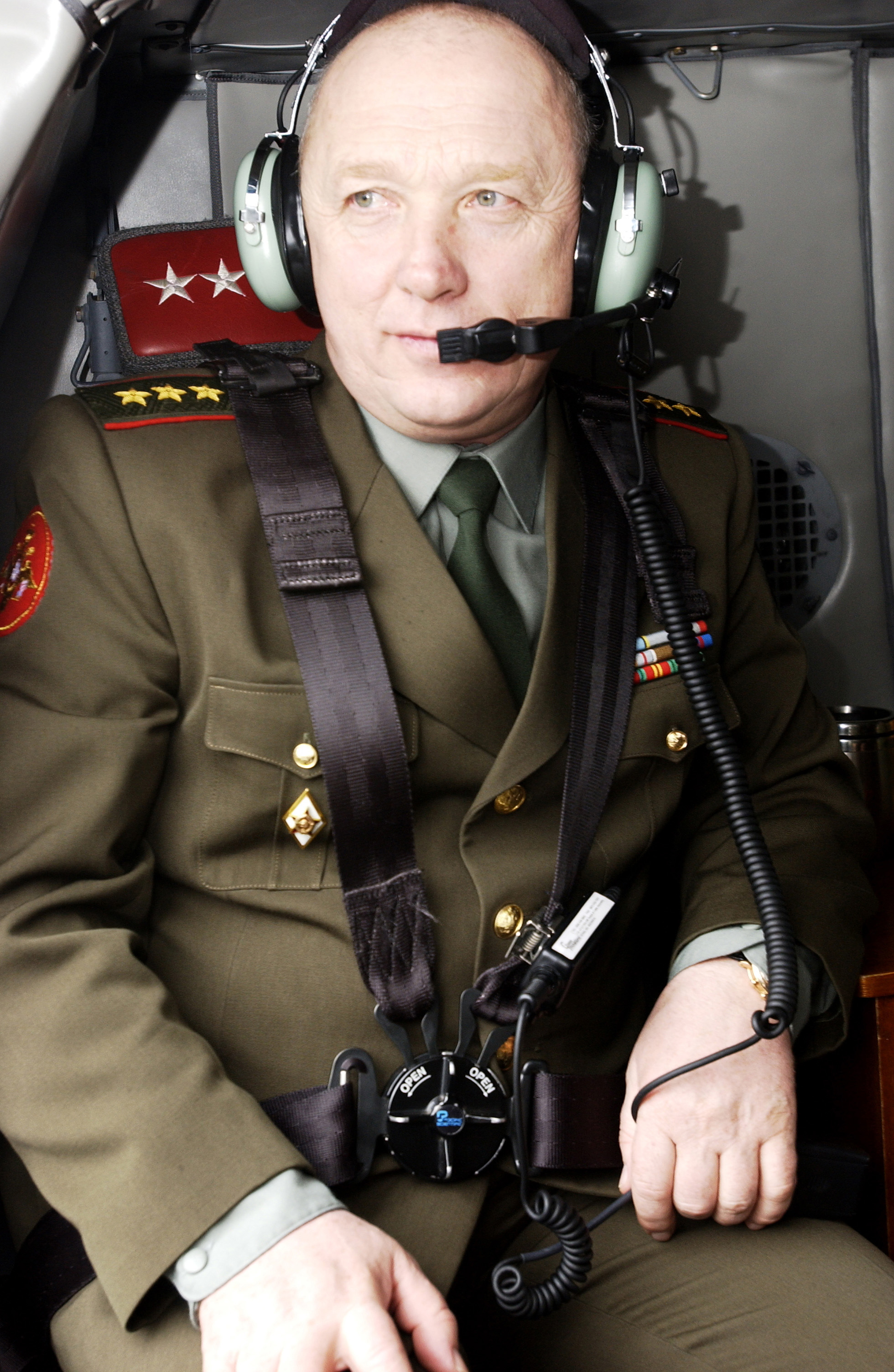
2005年

アレクセイ・マスロフ（Алексей Маслов；1953年9月23日 - 2022年12月25日）は、ロシア連邦の軍人。ロシア陸軍総司令官。上級大将。

## 経歴
クルスク州ソヴィエツキー地区パンスコエ村出身。1974年、ハリコフ高等戦車指揮学校を卒業。沿カルパチア軍管区において、小隊長、中隊長、大隊長を歴任。
1984年、装甲戦車兵軍事アカデミーを卒業。1986年、連隊長に任命され、その後中央軍集団の副師団長。1990年から沿ヴォルガ・ウラル軍管区の副師団長。1994年から沿ヴォルガ・ウラル軍管区の戦車師団長。
1998年、ロシア連邦軍参謀本部軍事アカデミーを卒業し、戦闘訓練担当ザバイカル軍管区副司令官に任命。1999年からシベリア軍管区戦闘訓練局長。2000年3月からシベリア軍管区の軍参謀長。2001年～2003年、シベリア軍管区の軍団長。2003年3月から北カフカーズ軍管区参謀長。
2004年11月5日、陸軍総司令官に任命。同年6月、大将に昇進。2006年12月、上級大将に昇進。
2011年10月に退役した。退役後は軍需企業ウラルヴァゴンザヴォート社に勤務した。
2022年12月25日、モスクワのニコライ・ブルデンコ名称軍事病院で死去。69歳没。ロシアのウクライナ侵攻以降、国内では有力者の不審死が相次いでおり、マスロフの死の前日にもアドミラルティ造船所所長のアレクサンドル・ブザコフが死去している。

## パーソナル
妻帯、2児を有する。三等「ソ連軍における祖国への奉仕に対する」勲章、メダル10個を受章。